# Stan Toler
Stanley A. Toler, mais conhecido como Stan Toler, é um pastor e autor estadunidense notabilizado por ser o atual Superindente Geral da Igreja do Nazareno.